# Luk Lemmens
Luk Lemmens (8 september 1956) is een Belgisch politicus voor de Volksunie en vervolgens N-VA. 

## Politieke loopbaan[1]
- Vanaf 1975 actief in plaatselijke Volksunie-afdeling in Wilrijk
- 1984-1985: provincieraadslid, Provincie Antwerpen
- 1984-1995: districtsraadslid, Wilrijk
- 1995-1998: OCMW-raadslid
- 1998-2011: gemeenteraadslid, stad Antwerpen
- 2001-2012: vicevoorzitter OCMW
- 2012 - : gedeputeerde voor Algemeen Beleid, Ruimtelijke Ordening, Mobiliteit, Cultuur en Werk, provincie Antwerpen

In 2007 werd hij voorzitter van de Antwerpse afdeling van N-VA.

## Andere activiteiten
- IJzerwake: bestuurslid (2003 - )
- Vredescentrum van de Provincie en Stad Antwerpen : raad van bestuur